# Anselmo Lorenzo Asperilla
Anselmo Lorenzo Asperilla (Toledo, 21 d'abril de 1841 - Barcelona, 30 de novembre de 1914) fou un dirigent i teòric anarquista espanyol. Treballà com a tipògraf i formà part del primer nucli internacionalista creat el 1868 per Giuseppe Fanelli, i fou el principal redactor de La Solidaridad (1870-71). Destacà en el Congrés Obrer de Barcelona de 1870, dins la tendència antipolítica, i fou elegit membre del consell federal de la Federació Regional Espanyola de l'AIT.
En conferència secreta de València de 1871 fou nomenat delegat a la conferència de Londres de l'AIT, on conegué personalment Karl Marx i Friedrich Engels. Després, davant l'enfrontament de marxistes i bakuninistes, adoptà una actitud ambigua. Afavorí la introducció de Paul Lafargue en els medis madrilenys. Després d'un exili a França, s'establí a Barcelona (1874), on actuà dins la Societat Tipogràfica de Barcelona, en l'Aliança de la Democràcia Socialista i en les comissions federals clandestines de la FRE (1877-1881). Però fou vençut pels partidaris de la reconstrucció d'un moviment sindical legal, i en fou expulsat el 1881. No ingressà a l'FTRE fins al 1885. Des d'aleshores, es dedicà a publicar en la premsa anarquista. Formà part de la redacció d'Acracia (1886-1888) i d'El Productor (1887-1893) i col·laborà en periòdics àcrates, com Ciencia Social (1895-96), La Revista Blanca de Madrid (1898-1905), El Porvenir del Obrero de Maó (1899-1914). Igualment, fou un reputat maçó, al costat de l'altre teòric anarquista català Josep Llunas i Pujals. Lorenzo fou adscrit a la lògia Los hijos del trabajo de la Gran Lògia Regional Catalanobalear.
El 1896 fou inclòs en el procés de Montjuïc, raó per la qual fou deportat i residí a París el 1897-1898. Va escriure juntament amb altres La Huelga General (1901-1903), i se'l considera amb José López Montenegro l'introductor del sindicalisme revolucionari francès. Després de la vaga general de Barcelona del 1902 fou novament empresonat. Francesc Ferrer i Guàrdia el contractà en l'editorial de l'Escola Moderna per traduir al castellà obres d'Elisée Reclus i Piotr Kropotkin. Fou novament expulsat després dels fets de la Setmana Tràgica de Barcelona el 1909; tornà a Barcelona el 1910, d'on ja no es va moure.

## Obres
- Acracia o república (1886)
- Fuera política (1886)
- Justo Vives (1893)
- El estado (1895)
- El banquete de la vida (1905)
- El proletariado militante (1901-1910)
- Criterio libertario (1902)
- El pueblo (1910)
- Vida anarquista (1912)
- Hacia la emancipación (1913)
- Evolución proletaria (1914)